# ディアンジェロ・ハミルトン
ディアンジェロ・ハミルトン（DeAngelo Hamilton 、1990年2月17日 - ）は、アメリカ合衆国ミズーリ州出身のバスケットボール選手である。ポジションはフォワード。
ワシントン州立大学では4年次の2010-2011シーズン、チームトップの59ブロックショットをマークした。大学卒業後、ターキッシュ・バスケットボール・リーグのアンタルヤ・バスケットボールクラブ、TEDアンカラ・コレジリレル、韓国の仁川電子ランドエレファンツ、ソウル三星サンダーズを経て、2014年2月、bjリーグの仙台89ERSと契約を結んだ。2013-14シーズンは20試合に出場し、平均16得点。2014-15シーズンの再契約を果たし、序盤は主力として活躍したが、左膝の治療のため11月に退団した。。
2016年2月、大阪エヴェッサに入団。

## 記録
| シーズン | チーム | GP | GS | MPG  | FG%  | 3P%  | FT%  | RPG  | APG | SPG | BPG | TO  | PPG  |
| -------- | ------ | -- | -- | ---- | ---- | ---- | ---- | ---- | --- | --- | --- | --- | ---- |
| 2013-14  | 仙台   | 20 |    | 28.6 | .522 | .167 | .574 | 11.1 | 2.5 | 1.3 | 1.2 | 3.2 | 16.0 |
| 2014-15  | 仙台   | 12 | 6  | 28.1 | .433 | .000 | .585 | 8.8  | 0.9 | 1.1 | 1.2 | 2.1 | 12.3 |
| 2015-16  | 大阪   |    |    |      |      |      |      |      |     |     |     |     |      |